# Eddie St. James
Eddie St. James (* 1962 in Hollywood, Kalifornien) ist ein US-amerikanischer Gitarrist, Sänger und Komponist.

## Karriere
Geboren in Hollywood, wuchs er in Los Angeles und der angrenzenden Region auf. Er begann mit acht Jahren das Gitarrespielen zu erlernen. Mitte der 1980er schloss St. James sich der lokalen Glam-Metal-Band Northstar an und konnte mit dieser Band auf sich aufmerksam machen. 1989 stieg St. James bei Northstar aus, um eine Solo-Karriere zu beginnen. Im gleichen Jahr veröffentlichte er bei Capitol Records die CD Out of Nowhere. Gleichzeitig arbeitete er als Studiomusiker. 1991 besetzte er seine Band Eddie St. James Project neu. Kurze Zeit später löste sich die Band jedoch wieder auf. St. James wirkte in der Folgezeit bei verschiedenen Aufnahmen mit. Unter anderem ist er als Gitarrist und Background-Sänger auf der CD Waiting for the Sky to Fall des Schauspielers Richard Grieco zu hören.
Seit 1996 lebt St. James im Großraum Mannheim. Er tritt nach wie vor sowohl als Gitarrist und Lead-Sänger der Eddie St. James Band auf, die  im Rahmenprogramm der Fußball-Weltmeisterschaft 2006 in Kaiserslautern auf der Hauptbühne auftrat und mit der er bislang zwei CDs veröffentlichte. Daneben tourt er mit einem akustischen Solo-Programm, der Ein-Mann-Rock-Show Eddie St. James Akustik Underground.
Seit 2016 ist er mit der Band Trance auf Tour.

## Eddie St. James Band
Aktuelle Besetzung:
- Eddie St.James: Gesang/Gitarre
- Michael Leukal: Keyboard

## Diskografie
- Solo/Eddie St.James Band
  - 1989: Out of nowhere (Capitol/Aime)
  - 2003: Under something blue (Mega Media)
  - 2007: Living with the bomb (Mega Media)
  - 2013: Streets cry freedom (Mega Media)

- Jon Dunmore Band
  - 1994: Hypnotica (ClearAudioRecords)
  - 1995: Baptized by fire (Semiphore / Seagul)

- Richard Grieco
  - 1995: Waiting for the sky to fall (Edel)

- Mark Pont
  - 1989: Flying (Grand Scale Records)
- London
  - 2018: Call That Girl (Vampsworldwide Vision)
- Northstar
  - 2023: The Glam Metal Years (Mega Media Music / Zebralution, digital 2 song single)
- Jimmy B & The Nite Cruisers (feat. Eddie St.James & The Nashville Allstars, 3 song EP, Mega Media / Zebralution)
  - 2023: Take Me Higher (Mega Media Music / Zebralution, digital 3 song EP feat. well known Nashville studio/live musicians)
- TV- und Kino-Musik
  - Hintergrundmusik in der US-Sendung The Extremist (ABC, Ch.7) mit Gabby Reece (Song: The elephant man), 1995–1996
  - Hintergrundmusik in der US-Sendung Knievel’s Wild Ride (A&E) (Song: Suicide machine), 2005